# Daniel Parish Kidder
Daniel Parish Kidder (Darien, 1815 – Evanston, 1891) foi um missionário metodista norte-americano.
Esteve no Brasil em duas oportunidades, de 1836 a 1837 e de 1840 a 1842, em viagem de propaganda evangélica pelo nordeste e pela Amazônia. Em 1842, com o falecimento de sua esposa, no Rio de Janeiro, regressou aos Estados Unidos.
Publicou seus relatos de viagem em Reminiscências de viagens e permanência no Brasil (Rio de Janeiro e província de São Paulo) compreendendo notícias históricas e geográficas do império e de diversas províncias, em 1845.